# Деградун (округ)
Деградун (гінді देहरादून जिला, англ. Dehradun) — округ індійського штату Уттаракханд із центром у місті Деградун, що також виконує роль тимчасової столиці штату та може перетворитися на її постійну столицю. Крім нього, найвідомішими містами округу є:
- Рішікеш
- Масурі
- Ландаур
- Чакрата

| Індія | Це незавершена стаття з географії Індії. Ви можете допомогти проєкту, виправивши або дописавши її. |